# MLB All-Star Game 1955
MLB All-Star Game 1955 – 22. Mecz Gwiazd ligi MLB, który rozegrano 12 lipca 1955 roku na stadionie Milwaukee County Stadium w Milwaukee. Mecz zakończył się zwycięstwem National League All-Stars 6–5. Spotkanie obejrzało 45 643 widzów.

## Wyjściowe składy
| American League | American League | American League | American League | National League | National League  | National League | National League |
| #               | Zawodnik        | Klub            | Pozycja         | #               | Zawodnik         | Klub            | Pozycja         |
| --------------- | --------------- | --------------- | --------------- | --------------- | ---------------- | --------------- | --------------- |
| 1               | Harvey Kuenn    | Tigers          | SS              | 1               | Red Schoendienst | Cardinals       | 2B              |
| 2               | Nellie Fox      | White Sox       | 2B              | 2               | Del Ennis        | Phillies        | LF              |
| 3               | Ted Williams    | Red Sox         | RF              | 3               | Duke Snider      | Dodgers         | CF              |
| 4               | Mickey Mantle   | Yankees         | LF              | 4               | Ted Kluszewski   | Reds            | 1B              |
| 5               | Yogi Berra      | Yankees         | C               | 5               | Eddie Mathews    | Braves          | 3B              |
| 6               | Al Kaline       | Tigers          | RF              | 6               | Don Mueller      | Giants          | RF              |
| 7               | Mickey Vernon   | Senators        | 1B              | 7               | Ernie Banks      | Cubs            | SS              |
| 8               | Jim Finigan     | Athletics       | 3B              | 8               | Del Crandall     | Braves          | C               |
| 9               | Billy Pierce    | White Sox       | P               | 9               | Robin Roberts    | Phillies        | P               |

| Zespół                                                                                              | 1 | 2 | 3 | 4 | 5 | 6 | 7 | 8 | 9 | 10 | 11 | 12 | R | H  | E |
| --------------------------------------------------------------------------------------------------- | - | - | - | - | - | - | - | - | - | -- | -- | -- | - | -- | - |
| American League                                                                                     | 4 | 0 | 0 | 0 | 0 | 0 | 0 | 0 | 0 | 0  | 0  | 0  | 5 | 10 | 2 |
| National League                                                                                     | 0 | 0 | 0 | 0 | 0 | 0 | 2 | 3 | 0 | 0  | 0  | 1  | 6 | 13 | 1 |
| WP: Gene Conley (1–0) LP: Frank Sullivan (0–1) Home runy: AL: Mickey Mantle (1) NL: Stan Musial (1) |   |   |   |   |   |   |   |   |   |    |    |    |   |    |   |

## Składy
| Miotacze - Luis Arroyo (1) - Gene Conley (2) - Harvey Haddix (3) - Sam Jones (1) - Joe Nuxhall (1) - Robin Roberts (1) Łapacze - Smoky Burgess (2) - Roy Campanella (7) - Del Crandall (3) - Stan Lopata (1) |  | Wewnątrzpolowi - Gene Baker (1) - Ernie Banks (1) - Gil Hodges (7) - Randy Jackson (2) - Ted Kluszewski (3) - Eddie Mathews (2) - Stan Musial (12) - Don Newcombe (4) - Red Schoendienst (9) Zapolowi - Hank Aaron (1) - Del Ennis (3) - Willie Mays (2) - Don Mueller (2) - Duke Snider (6) - Frank Thomas (2) |  | Menadżer - Leo Durocher Trenerzy - Mayo Smith - Fred Haney |

| Miotacze - Dick Donovan (1) - Whitey Ford (2) - Billy Hoeft (1) - Billy Pierce (2) - Herb Score (1) - Frank Sullivan (1) - Bob Turley (2) - Jim Wilson (2) - Early Wynn (1) Łapacze - Yogi Berra (8) - Sherm Lollar (3) |  | Wewnątrzpolowi - Bobby Ávila (3) - Chico Carrasquel (4) - Jim Finigan (2) - Nellie Fox (5) - Harvey Kuenn (3) - Vic Power (1) - Al Rosen (4) - Mickey Vernon (5) Zapolowi - Larry Doby (7) - Jackie Jensen (2) - Mickey Mantle (4) - Al Smith (1) - Ted Williams (12) |  | Menadżer - Al Lopez Trenerzy - Don Gutteridge - Tony Cuccinello |

- W nawiasie podano liczbę powołań do All-Star Game.